# TheFreeDictionary.com
TheFreeDictionary.com es un diccionario y una enciclopedia en línea estadounidense que recopila información de una variedad de fuentes.

## Contenido
El sitio cruza las referencias del contenido de The American Heritage Dictionary of the English Language, Enciclopedia Columbia, Computer Desktop Encyclopedia, Hutchinson Encyclopedia y Wikipedia, así como la base de datos de Acronym Finder, varios diccionarios financieros, diccionarios jurídicos y otro contenido.
El sitio también tiene una característica que permite al usuario obtener una vista previa de un artículo mientras coloca el cursor del ratón sobre un enlace. También se puede hacer doble clic en cualquier palabra y buscarla en el diccionario.

## Propietario
El sitio es administrado por Farlex Inc., con sede en Huntingdon Valley, Pensilvania. Farlex también administra TheFreeLibrary.com, una biblioteca en línea de libros clásicos sin derechos de autor y una colección de publicaciones periódicas de más de dos millones de artículos que datan de 1984, y definition-of.com, un diccionario comunitario de jergas y otros términos.

## Espejode Wikipedia
El contenido de Wikipedia está alojado en la enciclopedia de TheFreeDictionary.com, en un sub-dominio de Internet, que queda excluido de la indexación del motor de búsqueda en su totalidad con el uso de meta tags. Esto se hace para evitar el contenido duplicado en los resultados del buscador y evitar el tráfico de usuarios que de otro modo irían a Wikipedia.